# Kfar Shmaryahu
Kfar Shmaryahu é um município de tipo conselho local na região Sarom, no centro de Israel, fundado por imigrantes judeus da Alemanha.